# Pablo Lugo
Pablo Raúl Lugo Cruz (ur. 28 września 1932 w San Juan, zm. 22 stycznia 2024) – portorykański pięściarz. Reprezentant kraju podczas igrzysk olimpijskich w 1952 w Helsinkach. Na igrzyskach wziął udział w turnieju w wadze muszej. W pierwszej rundzie przegrał 3:0 z reprezentantem Austrii Alfredem Zimą.